# مارگاریتا باخشینیان
مارگاریتا زاونی باخشینیان (ارمنی: Մարգարիտա Զավենի Բախշինյան؛ انگلیسی: Margarita Bakhshinyan؛ زادهٔ ۲۱ نوامبر ۱۹۳۹) پزشک، بافت‌شناس و استاد اهل ارمنستان است.

## زندگی‌نامه
وی در ۲۱ نوامبر ۱۹۳۹ در ایروان به دنیا آمد زاون باخشینیان پدر وی بود. وی از دانشگاه پزشکی دولتی ایروان (۱۹۶۲) فارغ‌التحصیل گشت. وی در دانشگاه پزشکی دولتی ایروان فعالیت کرده است.

## یادداشت
1. ↑  բժշկական գիտությունների դոկտոր
2. ↑  հյուսվածաբան